# Mount Bragg
Mount Bragg ist ein 1480 m hoher Berg im westantarktischen Queen Elizabeth Land. Im südlichen Abschnitt der Neptune Range in den Pensacola Mountains ragt er 10 km südwestlich des Gambacorta Peak auf.
Der United States Geological Survey kartierte ihn anhand eigener Vermessungen und Luftaufnahmen der United States Navy aus den Jahren von 1956 bis 1966. Das Advisory Committee on Antarctic Names benannte ihn 1968 nach Ralph L. Bragg, Luftbildfotograf der Flugstaffel VX-6 auf der McMurdo-Station im Jahr 1964.